# Feldgendarmerie

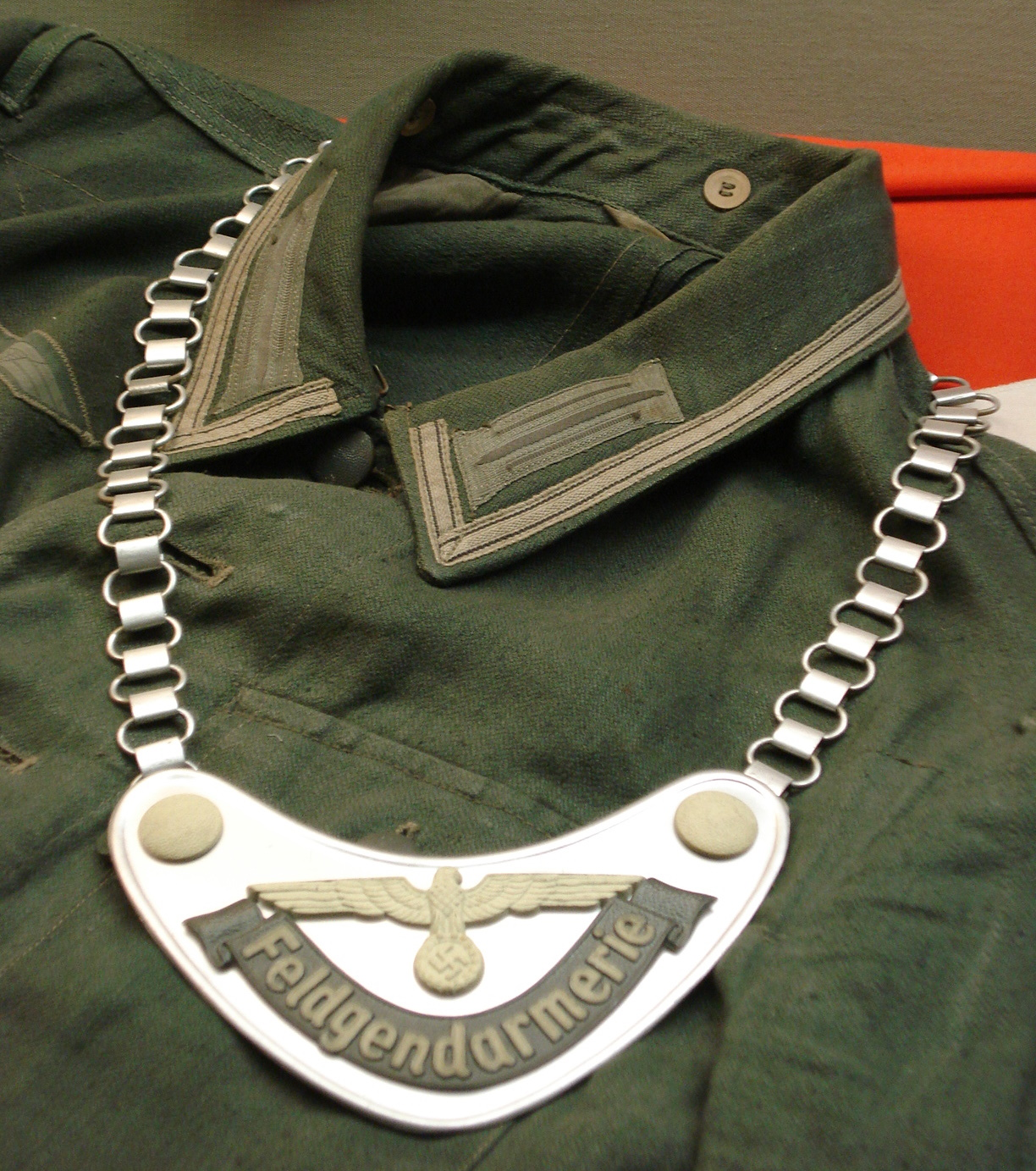
Ozdobný límec seržanta německé Feldgendarmerie zajatého u Avranches (Francie), 7. srpna 1944.

Feldgendarmerie (německy [ˈfɛlt.ʒãˌdaʁməʁiː) (česky „polní četnictvo“) byly vojenské policejní jednotky armád království Saska (od roku 1810), německé říše a nacistického Německa až do konce druhé světové války v Evropě.

## Raná historie
V rozmezí let 1810-1812 založily Sasko, Württembersko, Prusko a Bavorsko policejní síly podle vzoru napoleonského francouzského četnictva.
Členy královského pruského četnictva (Königlich Preußische Landgendarmerie) se stávali osvědčení poddůstojníci pěchoty a kavalérie poté, co strávili svůj standardní servisní čas v armádě, a někteří velitelé. Oficiálně to byl stále vojenský personál, vybavován a placen ministerstvem války, v době míru však připojený k ministerstvu vnitra sloužící jako normální policie. V případě cvičení, mobilizace nebo války 50% četnictva tvořilo jádro vojenské policie armády, tzv. Feldgendarmerie. Pokud by bylo potřeba více pracovních sil, byla do Feldgendarmerie pod dohledem bývalých poddůstojníku a důstojníků Gendarmerie převelena obyčejná pěchota, kavalérie a někteří důstojníci. Uniforma Feldgendarmerie byla identická s uniformou Landgendarmerie.
Před vypuknutím první světové války tvořilo Feldgendarmerie 33 rot. Každá z nich měla 60 mužů a dva poddůstojníky. Do roku 1918 byl počet rot rozšířen na 115. 
Po první světové válce byly všechny vojenské policejní jednotky rozpuštěny a v meziválečné Výmarské republice neexistovaly žádné policejní jednotky. Posádky byly hlídány obyčejnými vojáky Vojenské policie.

## Nacistické Německo
Když se Adolf Hitler v roce 1933 dostal k moci, byl Feldgendarmerie připojen k Wehrmachtu. Nové jednotky absolvovaly plnohodnotný pěší výcvik a dostaly rozsáhlé policejní pravomoci. Poblíž Berlína byla zřízena vojenská policejní škola, která školila personál. Předměty zahrnovaly trestní zákoník, obecné a zvláštní policejní pravomoci, zpravodajské povinnosti, pasové a identifikační právo, výcvik se zbraní, techniky sebeobrany, metodiku kriminální policie a obecnou správu. Všichni potenciální kandidáti sloužili na velení Feldgendarmerie po první části zkoušek. 
Kurzy trvaly jeden rok a míra neúspěchů byla vysoká: v roce 1935 se hlásilo 219 kandidátů, přijato jich však bylo pouze 89. Feldgendarmerie bylo začleněno v armádních divizích a jako samostatné jednotky pod velením armádního sboru. Často úzce spolupracovali s Geheime Feldpolizei (česky:Tajná polní policie), okresními veliteli a vedoucími SS a Policie.

## Druhá světová válka

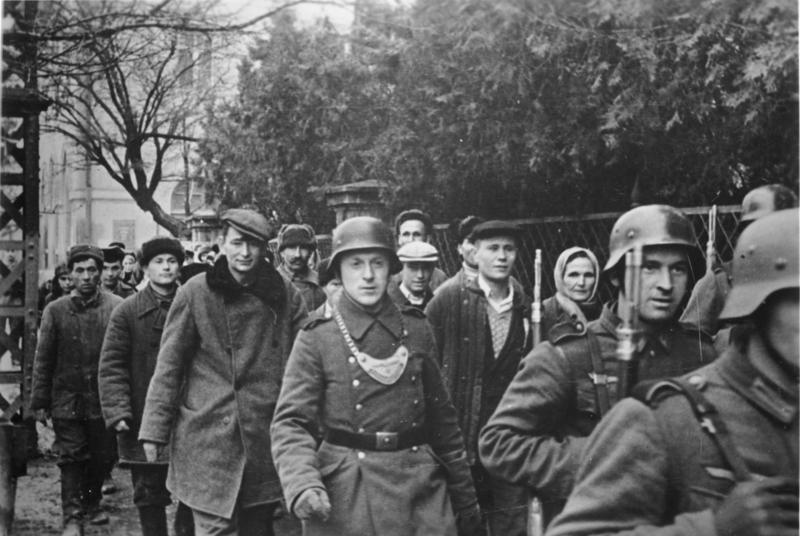
Příslušník Feldgendarmerie v Simferopolu.

Jednotkám Feldgendarmerie byly udělovány hlídky na okupovaných územích přímo pod kontrolou Wehrmachtu. Jejich úkoly za frontovými liniemi sahaly od přímého řízení dopravy a kontroly populace až po potlačení a popravu partyzánů a zadržování nepřátelských útočníků. Když se bojové jednotky posunuly vpřed z oblasti, role Feldgendarmerie skončila, protože kontrola nad oblastmi byla poté převedena na okupační úřady pod kontrolou nacistické strany a SS. Je však známo, že jednotky Feldgendarmerie pomáhaly SS při páchání válečných zločinů v okupovaných oblastech. Autor Antony Beevor zkoumá některé dobře zdokumentované případy jejich účasti ve své knize Stalingrad. Jednotky Feldgendarmerie se aktivně účastnily lovu Židů, a to i v západní Evropě. V roce 1943, když se válka obrátila proti nacistickému Německu, byl Feldgendarmerie pověřen udržováním disciplíny ve Wehrmachtu. Mnoho obyčejných vojáků považovaných za dezertéry bylo jednotkami Feldgendarmie popraveno. Vysloužili si přezdívku Kettenhunde (česky: psi na řetězu) díky jejich ozdobnému, na řetězu zavěšenému znaku, který nosili na hrudi a Heldenklauer, protože prověřovali uprchlíky a nemocniční transporty pro potenciální dezertéry s rozkazem zabít podezřelé.
Feldgendarmerie také spravoval Strafbattalion, což byly jednotky Wehrmachtu, které byly vytvořeny pro vojáky odsouzené polními soudy k popravě. Během posledních dnů války, když se rozpadla Třetí říše, byli do Strafbatallionu posláni rekruti nebo vojáci, kteří se dopustili i sebemenšího přestupku. SS-Feldgendarmerie měla na sobě stejnou uniformu a gorget jako jejich protějšky z Heer, ale měla další manžetový titulek označující, že jde o vojenskou policii. Obecně vykonávali stejnou policejní roli, jako je kontrola týlových oblastí, ale také prováděli kontrarevoluční a vyhlazovací operace s Einsatzgruppenem proti Židům, partyzánům a těm, kteří byli považováni za „nepřátele Říše“. Tyto jednotky SS měly vážnou pověst tím, že jsou přísnými vymahateli vojenského práva. Přezdíváni Kopf Jäger (Lovci hlav), také vystopovali a potrestali ty, kteří byli považováni za dezertéry. Od roku 1944 byly bývalým členům Ordnungspolizei sloužícím u Waffen SS rovněž přiděleny vojenské policejní pravomoci a povinnosti. Tyto speciální SS-Feldgendarmerie byly označeny odznakem diamantové orlice na spodním rukávu. V lednu 1944, když Rudá armáda začala postupovat na východní frontě, byla moc Feldgendarmerie nahrazena vytvořením Feldjägerkorps. Jeho tři pluky byly podřízené pouze německému vrchnímu velení (OKW) a byly založeny, aby udržovaly disciplínu a vojenskou soudržnost ve veškerých jednotkách Wehrmachtu (včetně Feldgendarmerie). Feldjägersové byli vybíráni z dekorovaných, bojem prošlých důstojníků a poddůstojníků. Měli vojenskou pravomoc OKW, aby zatkli a popravili důstojníky a vojáky Wehrmachtu nebo SS za dezerci, prohlašování porážky a dalších porušení povinností. Každá jednotka Feldjägeru měla velení Fliegendes Standgericht, válečný soud, který se skládal ze tří soudců.
Přes kapitulaci všech německých sil v květnu 1945, některým jednotkám Feldgendarmerie a Feldjägerkorps v západní okupační části nebyly jednotkami spojenců odebrány zbraně kvůli množství válečných zajatců, kteří vyžadovali ostrahu. Například britský VIII. Sbor se sídlem ve Šlesvicku-Holštýnsku použil celý pluk dobrovolníků z Feldgendarmerie k udržení disciplíny v demobilizačním centru v Meldorfu. Obnovená vojenská policie, která obdržela zvláštní příděly jako odměnu, byla identifikována náramenkou s uvedením Wehrmachtordnungstruppe (Vojenská jednotka ozbrojených sil). V červnu 1946, více než 12 měsíců po oficiálním konci druhé světové války, se Feldgendarmerie staly posledními německými jednotkami, které se vzdaly svých zbraní.

### Přeprava
Jednotky byly vybaveny motocykly, auty Kübelwagen, nebo nákladními automobily Horch 4x4 a Opel Blitz a malým počtem obrněných vozidel určených pro transport.

### Výzbroj
Osobní zbraně sestávaly z ručních zbraní, jako je Walther PP, který byl navržen jako civilní policejní pistole (PP Polizei-Pistole) nebo Walther PPK, zatímco Luger P.08 a Walther P38 byly použity jinými jednotkami. Poddůstojníci nosili různé kulometné pistole a puška Karabiner 98k byla standardní výzbrojí, ale nebyla široce používána. Kulomety MG34 a MG42 byly použity jako výzbroj namontovaná na vozidle pro obranu silnic, křižovatek nebo jiných kontrolních stanovišť.

## Poválečná reorganizace
Se založením Bundeswehru v roce 1955 dostalo mnoho z odvětví služeb jména, která by je alespoň minimálně odlišovala od jejich ekvivalentů Wehrmachtu. Vojenská policie v moderním Bundeswehru tedy nebyla nazývána Feldgendarmerie. Původním záměrem pro jméno bylo Militärpolizei, doslova vojenskou policii. Státní úředníci protestovali, protože funkce donucovacích orgánů ve zbrusu nové německé ústavě byla dána především státům, nikoli federaci. Slovo Polizei (Police) bylo státy horlivě střeženo, takže federální ministerstvo obrany hledalo nové označení a přijalo Feldjägera, což byl tradiční pruský pluk s některými funkcemi typu vojenské policie.